# Müllheim (Zwitserland)
Müllheim is een gemeente en plaats in het Zwitserse kanton Thurgau, en maakt deel uit van het district Frauenfeld.
Müllheim telt 2536 inwoners.